# بول باراس
بول باراس (30 يونيو 1755 - 29 يناير 1829) كان سياسي فرنسي أثناء الثورة الفرنسية وكان القائد التنفيذي لنظام حكومة المديرين الفرنسية 1795–1799.